# La tempesta (Balke)
La tempesta è un dipinto di Peder Balke. Eseguito verso il 1862, è conservato nella National Gallery di Londra.

## Descrizione
Si tratta di una rapida ed e informale improvvisazione di un paesaggio marino durante una tempesta.